# Обуховские Выселки
Обуховские Выселки — деревня в Барышском районе Ульяновской области. Входит в состав Ленинского городского поселения.

## География
Населённый пункт расположен на реке Барыш в 31 километре к югу-западу от города Барыш — административного центра района. Расстояние до Ульяновска — 141 километр.

### Часовой пояс
Обуховские Выселки, как и вся Ульяновская область, находится в часовой зоне МСК+1. Смещение применяемого времени относительно UTC составляет +4:00.

## История
До 2005 года входила в состав ныне упразднённого Головцевского сельсовета.

## Население
| 2010 |
| ---- |
| 24   |

Согласно статистическим данным, в 1913 году в деревне было 43 двора, проживало 213 жителей (русские). Население в 1996 году — 30 человек, преимущественно русские. В 2002 году в деревне проживало 24 человека, русские.

## Инфраструктура
В деревне расположена всего одна улица: Центральная. 

## Достопримечательности
- В 0.5 км от деревни находится родник «Святой», расположенный на склоне оврага «Александровские дачи»[7].